# Czernooki
Czernooki (bułg. Чернооки) – wieś w Bułgarii, w obwodzie Kyrdżali, w gminie Krumowgrad. W 2024 roku liczyła 94 mieszkańców.